# Jerome Haynes
Jerome "Jah Jerry" Haynes, często niepoprawnie Hines (ur. 5 maja 1927 w Kingston, zm. 13 sierpnia 2007 tamże) – jamajski gitarzysta, muzyk sesyjny Studia One Clementa "Sir Coxsone'a" Dodda, współzałożyciel i wieloletni członek zespołu The Skatalites; jeden z prekursorów muzyki ska i rocksteady.

## Życiorys
Urodził się i dorastał w biednej dzielnicy Jones Town przyległej do Trenchtown, największych slumsów na przedmieściach stolicy Jamajki. Muzyką zainteresował go ojciec, który nie tylko kupił mu pierwszą gitarę, ale również zorganizował prywatne lekcje gry u mieszkającego wówczas w Trenchtown Ernesta Ranglina. Pierwszy profesjonalny angaż udało mu się zdobyć w roku 1949 w Jocelyn Trott Orchestra, grającej w hotelach w Montego Bay. Następnie występował jakiś czas ze słynnym jazzowym big-bandem prowadzonym przez saksofonistę Vala Bennetta, a także w grupie perkusisty Arklanda "Drumbago" Parksa, który w drugiej połowie lat 50. dzięki swoim znajomościom pomagał mu zaaranżować nagrania u różnych znanych producentów. Mimo iż w roku 1961 podpisał kontrakt na wyłączność z Clementem "Sir Coxsonem" Doddem, pracował jako muzyk sesyjny z całą ówczesną czołówką producencką na wyspie.
Sir Coxsone, po otwarciu w roku 1962 swojego własnego Studia One, postanowił spośród najlepszych pracujących dla niego muzyków utworzyć mającą je wesprzeć supergrupę. Późną wiosną 1964 roku formacja ta przyjęła swój ostateczny kształt – wśród dziewięciorga tworzących ją instrumentalistów znalazł się także Haynes – i tak narodzili się The Skatalites, najsłynniejszy zespół ska wszech czasów, który mimo iż istniał tylko przez niewiele ponad rok, zdołał w tym czasie zrewolucjonizować całą muzykę jamajską. Po rozłamie do jakiego z różnych przyczyn doszło w sierpniu 1965 roku, The Skatalites podzielili się na dwie grupy, z których jednej przewodził Roland Alphonso (The Soul Brothers, później The Soul Vendors), drugiej zaś Tommy McCook (The Supersonics). Haynes zdecydował się dołączyć do zespołu tworzonego przez McCooka, w którego brzmieniu dominowało już wówczas nieco wolniejsze rocksteady; jego grę można usłyszeć tylko na pierwszej z ich dwóch płyt, wydanej w roku 1969 przez Trojan Records Top Secret. Jeszcze przez jakiś czas grywał także dla Coxsone'a, jednak wraz z nadejściem ery reggae zdecydował się zawiesić karierę i pozostawał nieobecny na scenie muzycznej aż do roku 1981, kiedy to wziął udział w nagrywaniu solowego albumu puzonisty Rico Rodrigueza pt. The Man Is Forward.
Tymczasem w roku 1975 większość dawnych członków założycieli The Skatalites zebrało się na pierwszej od niemal dekady wspólnej sesji, której efekty usłyszeć możemy na "solowym" albumie kontrabasisty Lloyda Brevetta African Roots; na pozycji gitarzysty Haynesa zastąpił wówczas Ranglin. Krążek ten był niejako zapowiedzią reaktywacji zespołu, do której faktycznie doszło wstępnie na przełomie czerwca i lipca 1983 roku (pamiętny koncert na festiwalu Reggae Sunsplash w Montego Bay), a na stałe w roku 1986. Haynes, który w międzyczasie przeprowadził się do Nowego Jorku, aktywnie angażował się w działalność formacji jeszcze do początku lat 90., natomiast w roku 2000 postanowił definitywnie przejść na emeryturę i powrócił do swojego domu w Jones Town. Zmarł po krótkiej chorobie w szpitalu w Kingston 13 sierpnia 2007 roku. Jego pogrzeb odbył się 29 sierpnia na Dovecot Memorial Park, jednym z największych cmentarzy w stolicy kraju.